# Schloss Windelsbach
Das Schloss Windelsbach ist ein ehemaliges Jagdschloss der Markgrafen von Ansbach am Westrand von Windelsbach im mittelfränkischen Landkreis Ansbach in Bayern. Das Schloss ist unter dem Aktenzeichen D-5-71-225-4 als Baudenkmal und unter dem Aktenzeichen D-5-6527-0242 als Bodendenkmal in die Bayerische Denkmalliste eingetragen.

## Geschichte
Es ist möglich, dass schon die Reichsküchenmeister von Nordenberg hier im 13. Jahrhundert eine Burg errichtet hatten, doch fehlen dafür sichere archivalische oder archäologische Indizien. Ab 1274 ist in Windelsbach ein Ortsadelsgeschlecht als Nordenberger Ministeriale nachgewiesen. Der Ort war ab 1383 im Besitz der Reichsstadt Rothenburg oder einzelner Rothenburger Bürger. 1531 und 1535 erwarb ihn der Markgraf von Ansbach, zu diesem Zeitpunkt hat schon ein Schloss bestanden. 1573 ließ Markgraf Georg Friedrich I. von Ansbach das bestehende Schloss durch den markgräflichen Baumeister Blasius Berwart inmitten seines Jagdreviers errichten. Ständig bewohnt war das Schloss nur von einem Burgvogt. Im Dreißigjährigen Krieg wurde das Schloss in den Jahren von 1644 bis 1646 von durchziehenden schwedischen Truppen geplündert und schwer beschädigt. Daraufhin erfolgte 1659 ein Teilabriss. 1700 wurde es zu einer Kaserne für eine Infanterie- und eine Kavalleriekompanie umgebaut, doch 1706 verließ das Militär es wieder. 1730/31 wurde ein Teil des Schlosses als unrettbar abgebrochen, wahrscheinlich der Turm und der Nordflügel. Das Schloss diente nun als Dienstsitz des markgräflichen Wildmeisters und Zolleinnehmers. Nach dem Übergang Ansbachs an Preußen 1792 wurde das Schloss zum Sitz eines Försters und 1885 zum Forstamt. 1889/90 wurde eine Schule eingerichtet. 1910 wurde der baufällige nördliche Teil des Westflügels auf Abbruch verkauft und abgetragen. 1974 wurde das Schloss in private Hände verkauft.

## Beschreibung
Das Schlossareal umfasst ein Rechteck von ca. 45 × 35 m Größe. Das ursprüngliche Schloss bestand aus einer Vierflügelanlage, die in ihrem Aussehen noch sehr einer Burg glich. Sie war von einem Wassergraben mit Wall umgeben und besaß vier Ecktürme sowie einen Hauptturm. Heute zeigt sich das schmucklose Schloss als zweigeschossige Zweiflügelanlage mit angesetzten Strebepfeilern und rundbogiger Tordurchfahrt. Auf der Hofseite sind die Fassaden über einem massiven Erdgeschoss aus Fachwerk errichtet.